# Всемирные эскимосско-индейские олимпийские игры
Всемирные эскимосско-индейские олимпийские игры (англ. World Eskimo Indian Olympics, WEIO) — ежегодное соревновательное мероприятие, направленное на сохранение культурного наследия коренных народов Аляски. Участники соревнуются в силе, ловкости и выдержке в традиционных эскимосских и индейских играх, а также демонстрируют навыки выживания в суровых приполярных регионах. Игры проводятся ежегодно в середине июля (изредка в начале августа) в крупнейшем городе Аляски Анкоридже. Изначально игры проводились в Фэрбанксе, но в 2007 году были перенесены в Анкоридж.

## Состязания
Представленные дисциплины совершенно не похожи на классические виды спорта, они основаны на традиционных играх коренных американцев, направленных на сохранение физической формы, сноровки, выносливости.
К примеру:
- «Перетаскивание четверых людей» — участник должен как можно дальше протащить на себе четверых людей (испытание на выносливость: эскимос должен уметь таскать тяжёлые брёвна и валуны на большие расстояния);
- «Прыжки с колен» — участник сидит на коленях, а затем должен из этого положения прыгнуть как можно дальше и при этом не упасть (испытание на быстроту и равновесие в случае, если придётся прыгать по льдинам);
- «Перетягивание палки» — имеется короткая заострённая с обоих концов палка, вымазанная в грязи, участники берутся за концы и пытаются вытянуть у соперника (испытание на твёрдость хвата, чтобы крепко хватать рыбу и не упускать её);
- «Высокий удар» — участник должен как можно выше прыгнуть и одной ногой ударить висящую на верёвке грушу, а затем приземлиться на эту ногу и сохранить равновесие (когда вестник охотничьей группы появляется в зоне видимости селян деревни, он подпрыгивает, извещая о удачной охоте)

и др.
Помимо этого, участники соревнуются в традиционных танцах, пошиве одежды, поедании мактака на время, сказительстве.

## Перетягивание ушами

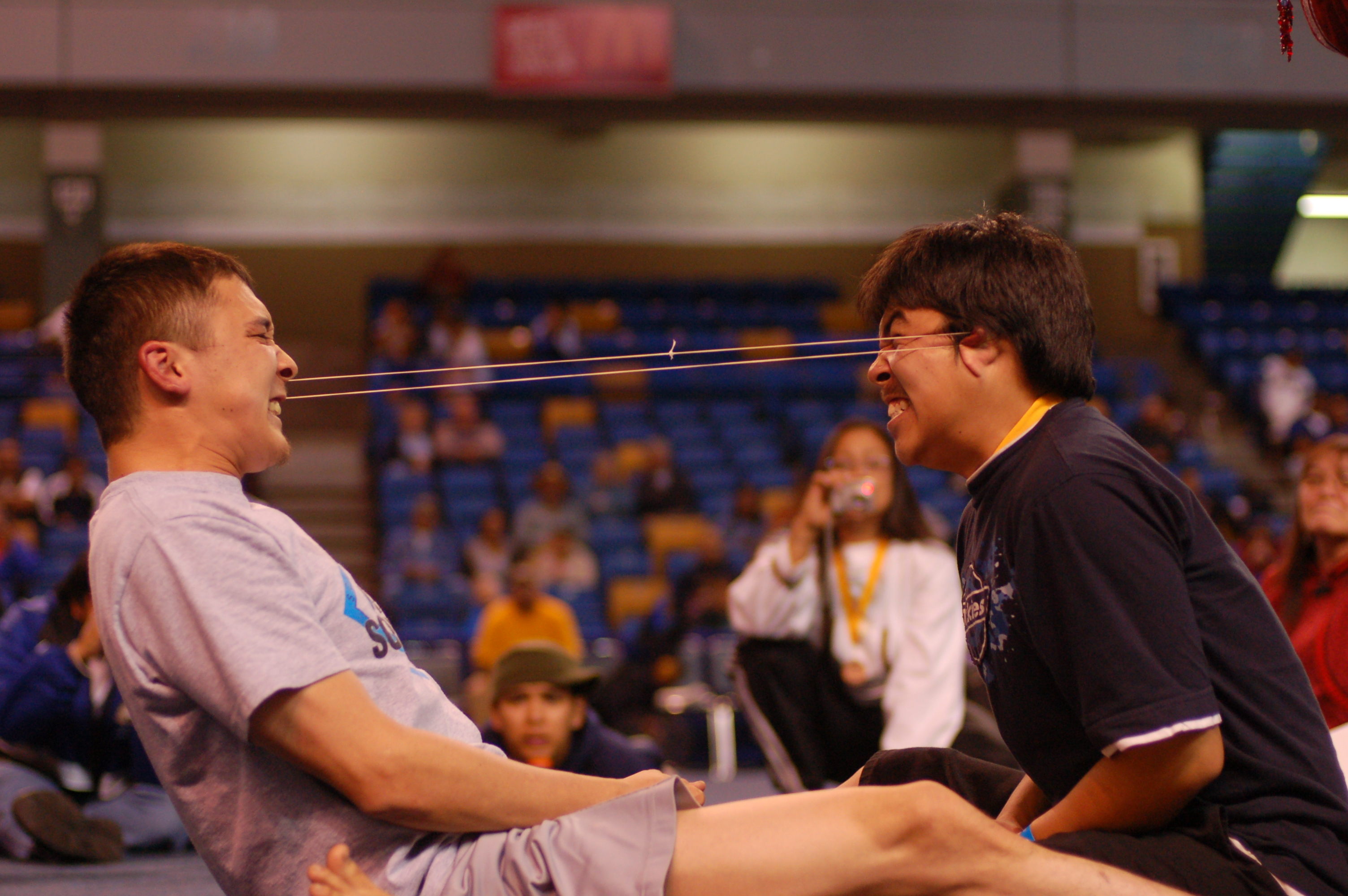

Одним из самых известных состязаний (не в последнюю очередь благодаря упоминанию в видеоигре Metal Gear Solid) является так называемое «перетягивание ушами». Два соперника садятся друг напротив друга, и каждому за одно ухо надевается общая петля (например, за правые уши оппонентов) из тонкой веревки, наподобие зубной нити, а затем соперники начинают с силой отклонять головы назад. Игра идёт до тех пор, пока верёвка не слетит, или пока кто-либо не сдастся. Участники при этом испытывают ужасную боль, такое противостояние — прежде всего проверка на терпимость к боли. Обычно состязание длится несколько секунд, но особенно упорные спортсмены могут держаться десятками секунд, вследствие чего их уши сильно краснеют и порой раздираются до крови. В 1982 году этот вид соревнования хотели включить в Арктические зимние игры, однако организаторы отказали, мотивируя это особой жестокостью «игры».